# Добро темперовани клавир
Добро темперовани клавир (оригинални наслов „Das Wohltemperirte Clavier. oder Praeludia, und Fugen durch alle Tone und Semitonia …“) је збирка композиција Јохана Себастијана Баха (BWV 846–869), насталих у Кетену 1722, које се данас називају првим делом Добро темперованог клавира. Оно што се данас сматра другим делом овог дела (BWV 870–893), Бах је написао у Лајпцигу 1744, и није објавио под овим именом. 
Сваки од два дела садржи 24 прелида и 24 фуге за „клавир“, што је у Бахово време било колективно име за све инструменте са клавијатуром (клавикорд, чембало, педалчембало, спинет, оргуље, или данас конвенционални клавир). С обзиром да Бах није оставио упутство како управљати педалама оргуља, дело се вероватно није односило на овај инсрумент. 
Основни тон сваке композиције се хроматски креће кроз свих 12 дурски и молских тоналитета (Це-дур, це-мол, Цис-дур, цис-мол, Де-дур, де-мол...). Наслов дела се односи на равномерно штимовање 12 полустепена у октави, тако да свих 12 тоналитета звуче подједнако добро.